# JUST A HERO (INFIXのアルバム)
JUST A HERO（ジャスト・ア・ヒーロー）は1992年11月21日にアポロンより発売されたINFIXのアルバムCDである。

## 概要
- 本作より、板倉雅一がサウンドプロデューサー、及びサポートメンバーで参加している。
- infixのアルバムの中で唯一、全曲の作詞と作曲を長友ひとりで手掛けている。
- 長友仍世は担当していたラジオ番組やライブのMCで、INFIXは身の切り売りで自己表現するバンドで、自らの経験を元に人生観を語る事が多く、故に説教臭いという評価がついて回ったが、このアルバムはINFIXが“説教バンド”と揶揄される決定打となった。

## 収録曲
- 全作詞・作曲：長友仍世 編曲：板倉雅一

1. KEEP ON ROCK'N ROLL〜俺達の時代〜
  - アルバムと同時リリースされたが、カップリング曲の「SLOW DOWN」はこのアルバムには収録されていない（後年、セレクションアルバム『JAPS -JYOSEI and AKIRA Personal selection-』に収録された）。
2. FASHION STREET〜理由なき反抗〜
3. IN THE SUMMER
4. MILKY WAY〜蒼の伝説〜
5. YOU ARE THE ONE〜君がすべて〜
6. ROCK GENERATION
7. HOTEL. TOKYO BAY〜氷の微笑〜
8. ふたりだけのクリスマス
9. JUST A HERO〜バイクを降りた夜〜
10. ハートビートで追いかけろ!